# Тросно-Исаево
Тросно-Исаево — деревня в Ершичском районе Смоленской области России. Входит в состав Сукромлянского сельского поселения. Население — 74 жителя (2007 год). 
Расположена в южной части области в 15 км к востоку от Ершичей, в 16 км юго-западнее автодороги А141 Орёл — Витебск, на берегу реки Тростянка. В 20 км северо-восточнее деревни расположена железнодорожная станция Пригорье на линии Рославль — Брянск. 

## История
В годы Великой Отечественной войны деревня была оккупирована гитлеровскими войсками в августе 1941 года, освобождена в сентябре 1943 года.